# Palicos

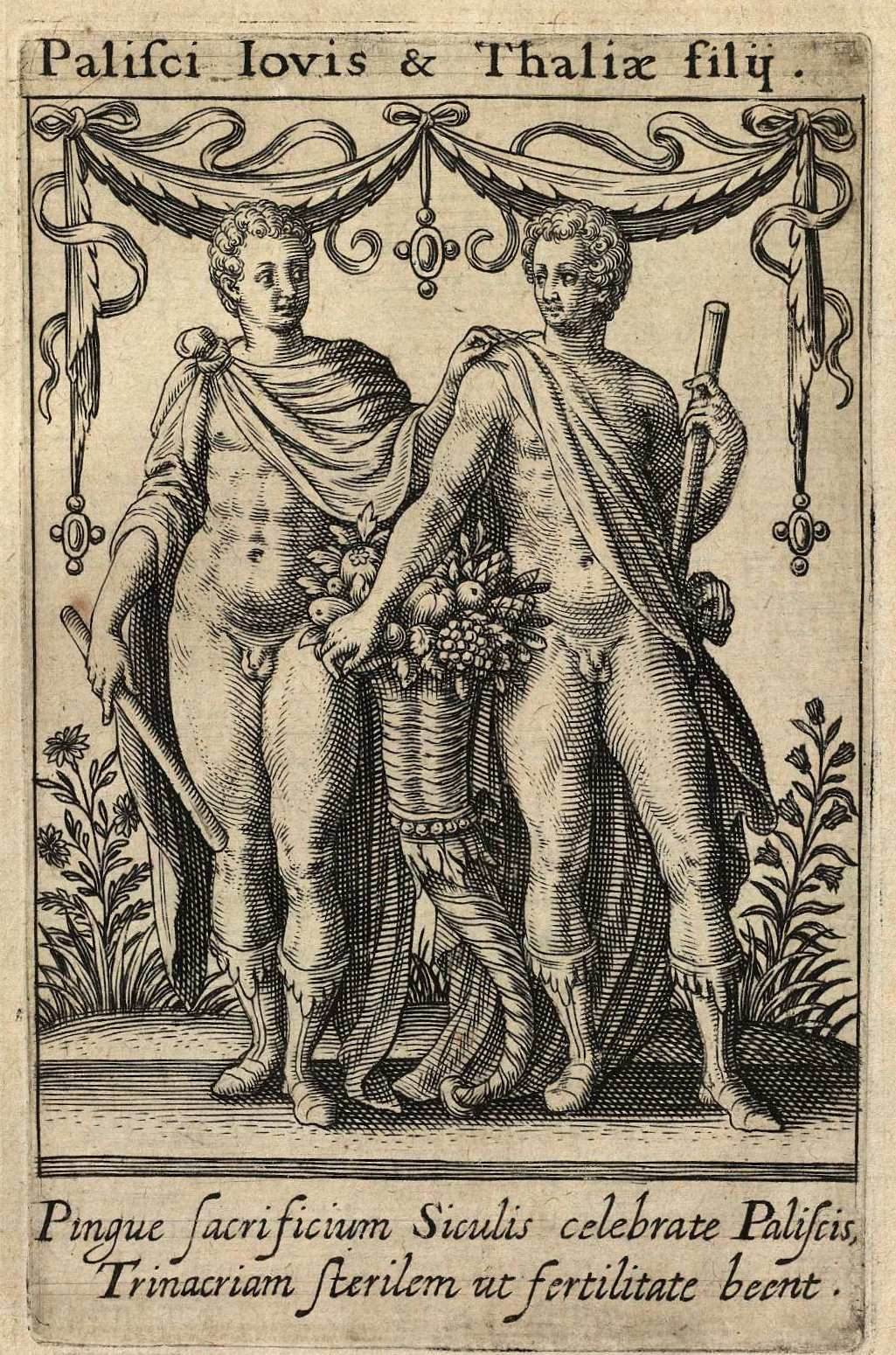
Palicos («Palisci Iovis & Thaliae filii»), grabado en cobre de Johann Theodor de Bry para el Tractatus posthumus de divinatione & magicis præstigiis de Jean-Jacques Boissard, Oppenheim, 1615. Biblioteca Nacional de España.

En la mitología clásica los palicos (en latín Palici o Palaci; en griego antiguo Παλικοί, Palikoi) eran dos gemelos, dioses ctónicos sicilianos de los géiseres y las aguas termales, venerados como héroes. Unos dicen que eran hijos de Júpiter (Zeus) y Talía, la hija de Vulcano (Hefesto), otros dicen que nacieron de la unión entre Etna y Zeus o Hefesto. Una tercera versión, según Hesiquio, dice que el dios siciliano Adrano fue el padre de los palicos, nacidos de la amante de Adrano, la ninfa Talía.
En Palagonia había un altar dedicado a ellos, donde la gente podía someterse a sí misma o a otras personas a una prueba de fiabilidad mediante el juicio divino. Superarla significaba que podía confiarse en un juramento.